# Ânuar Fares Menhem
Ânuar Fares Menhem foi um político brasileiro do estado de Minas Gerais filiado ao PDC. Esteve na suplência na Assembleia Legislativa do Estado de Minas Gerais de 1951 a 1967.

Atuou efetivamente como deputado estadual em Minas Gerais no período de 1952 a 1955 e 1964 a 1967.